# 西遊記 鉄扇公主の巻
『西遊記 鉄扇公主の巻』（さいゆうき てっせんこうしゅのまき、繁体字中国語: 鐵扇公主 簡体字中国語: 铁扇公主 拼音: Tiě shàn gōngzhǔ、英語: Princess Iron Fan）は、1941年公開の中国の映画。アジア初の長編アニメーション映画である。16世紀の白話小説『西遊記』に基づいた物語映画であり、日中戦争下の困難な状況で、万籟鳴（ウォン・ライミン、1900年1月18日 - 1997年10月7日）と万古蟾（ウォン・グチャン、1900年1月18日 - 1995年11月19日）の万氏兄弟により上海で制作され、1941年1月1日に公開された。
日本では東宝株式会社の配給で1942年に公開された。2005年7月18日・8月13日に東京国立近代美術館フィルムセンターで開催された「発掘された映画たち2005」で復元版が公開された,。

## あらすじ
物語は中国の有名な民話『西遊記』の大まかな翻案である。「鉄扇公主」は『西遊記』の登場人物である牛魔王の妻・羅刹女のことである。
この映画は、主に孫悟空と鉄扇公主の戦いを物語の中心に据えている。鉄扇公主の持つ芭蕉扇は、三蔵一行の訪れた農村を囲む炎を消すために必要となる。

## 背景
万一家の双子の兄・万籟鳴と弟・万古蟾、およびその弟である万超塵（ウォン・チャオチェン、1906年 - 1992年）と万滌寰（ウォン・ティーホアン、1907年 -）の「万氏兄弟」は、中華民国で最初に専門職として動画に携わったアニメーターであった。万氏兄弟による最初の本格的なアニメーション映画『大鬧画室』（1926年）が公開されて以降、数十年にわたって万氏兄弟は中国のアニメーション産業における中心であり続けた。1930年代後半の日本による上海占領期に、万氏兄弟は中国最初の長編アニメーション映画の制作に着手した。1939年にディズニーの『白雪姫』を観た万兄弟は、中国の国威発揚のために、『白雪姫』を目標とした同品質のアニメーション映画の作成を試みたのである。
3年の歳月と、237名の作画スタッフ、35万元が本作の制作に費やされた。長男の万籟鳴は本作の制作中も他の仕事を抱えていたため、実際に制作を主導したのは次男の万古蟾だったようである。完成したアニメーションにはディズニーの影響が強く表れてはいたが、中国独自の作風もまた現れていた。万氏兄弟による後の数十年の作品群では、よりその作風は強められていった。本作では経費節減のためにロトスコープが多用されており、しばしばアニメーションキャラクターの顔の上に、実写俳優の目が表れるのが観察できる。
1940年までに2万フレームの動画が作画され、20万枚以上の作画用紙が使用された。万兄弟は1万8000フィート以上のフィルムを撮影した。完成したフィルムの長さは7600フィートであり、上映時間は80分であった。万氏兄弟は吹き替えの為に白虹、嚴月玲、姜明、韓蘭根、殷秀岑らの俳優と女優を雇った。映画の制作は日本による占領期間に唯一残った映画会社である新華影業公司で行われた。本作の制作に出資したのは新華影業の社長張善琨であった。
『鉄扇公主』はアジア最初の長編アニメーション映画となり、また、全世界では12番目の長編アニメーション映画となった（アルゼンチンにおけるアニメーション映画の開拓者キリーノ・クリスティアーニの作品群の散逸により、現存する長編アニメーション映画としては9番目となる）。完成したフィルムは中国聯合影業公司により上映された。
本作は太平洋戦争下にあった日本にも輸入されて1942年に公開され、徳川夢声・山野一郎・牧野周一・丸山章治・松井美明・水谷正夫・荒井雅吾・月野道代・小野松枝・神田千鶴子らが吹き替えを担当し、人気を博した。

## 影響
本作の影響は広範囲に及んだ。早くも1942年にはディズニーやフライシャーが公開を禁止されていた戦時下の日本に輸出されて大ヒットし、1942年度上半期の興行成績第5位という好成績を収めた。西遊記の上映時間は、10分程度の国産漫画映画をしのぐ70分を越える長編映画であり、長編漫画映画が集客力を有することを立証することにもなった。これは翌年製作された海軍省による国産アニメ『桃太郎の海鷲』（1943年）の制作に刺激を与えた。
当時14歳の手塚治虫にも影響を与えた。手塚が漫画家となって執筆した『西遊記』の翻案作品『ぼくのそんごくう』は本作から大きな影響を受けており、手塚は講談社版手塚治虫漫画全集の同作品に付した「あとがき」の中で、火焔山のエピソードは結局本作に似たものになってしまったと記している。本作を見たことが手塚がアニメ制作に進んだ契機であると記すこともあるが、日本では手塚が幼少時よりディズニー作品に接していたことや1945年に見た『桃太郎の海鷲』の姉妹編『桃太郎 海の神兵』（1945年）などが要因として指摘されており、正確な記述ではないとされる。しかし、手塚治虫の担当編集者でマネージャーも務めた手塚プロダクション社長の松谷孝征は「万籟鳴先生は手塚先生が最も愛し、尊敬した方です。手塚先生はディズニーの影響を受けていると多くの人が認識していますが、実際は中国アニメ、とりわけ万先生の影響を受けており、その時期はディズニーよりも早く、影響も深い」と述べている。万籟鳴は中華人民共和国建国後にも上海美術映画製作所（『桃太郎の海鷲』の技術構成と撮影を担当した持永只仁が設立した上海電影製片廠美術片組が母体となった）で精力的に活動し、アニメーション映画『大暴れ孫悟空』の監督として世界的にも評価されることになる。
戦後の1960年に『ぼくのそんごくう』を原作とする長編アニメ『西遊記』を手塚も加わって東映動画で製作した際に、脚本の植草圭之助に対して手塚が参考として自宅で本作を見せたという話が残されている。1980年に手塚治虫は訪中した際に上海美術映画製作所を訪れ、万籟鳴と対面して握手を交わしてアニメ映画『ナーザの大暴れ』で有名な厳定憲監督とともに孫悟空と鉄腕アトムが握手するイラストを制作した。1988年にも周りの制止に対して「これは国際問題です」と病身をおして第1回上海国際アニメーションフェスティバルの審査員として訪れた中国で古希を迎えた万籟鳴と面会しており、1989年8月27日に手塚プロが制作し、日本テレビの24時間テレビ 「愛は地球を救う」で放映された『手塚治虫物語 ぼくは孫悟空』でも中国で万籟鳴と会った場面が再現されており、病床の手塚が草案をしたためたものの完成を見ずに放送年の2月に手塚は死去したために遺作の1つとなった。

## キャスト
| 役名     | 原語版声優               | 日本語吹替 |
| -------- | ------------------------ | ---------- |
| 孫悟空   | 韓蘭根（ハン・ランケン） |            |
| 三蔵法師 | 姜明（ヂァン・ミン）     | 徳川夢声   |
| 猪八戒   | 殷秀岑（イン・シゥイン） |            |
| 沙悟浄   |                          |            |
| 鉄扇公主 | 白虹（バイ・ホン）       |            |
| 玉面公主 | 嚴月玲                   |            |
| 牛魔王   |                          |            |

- 日本語版演出：徳川夢声

## スタッフ
- 監督 - 万籟鳴、万古蟾
- 脚本 - 王乾白
- 製作 - 張善琨
- 録音 - 劉恩澤
- 音楽顧問 - 章正凡
- 音楽指揮 - 黄貽鈞
- 作曲 - 陸仲任
- 効果 - 陳中
- 作曲 - 陸仲任
- 編集 - 王金義
- 洗印 - 富祥林
- 美術設計 - 陳啓發、曹伯夷
- 撮影 - 陳正發、劉廣興、石鳳岐、周家讓、孫緋霞
- 背景 - 曹旭、陳方千、唐濤、范曼雲
- 絵稿 - 兪翼如、李毅、劉文頡、呉光、殷復生、陳錦濤、謝敏燕、劉嗔非、趙逢時、朱湧、劉軼蒙、沈叩鳴、胡斯孝、郭瑞生、呉焱、金方斌、曹忠、張大年
- 絵線 - 陳民、呉民發、孫修平、兪文望、呉悦庭、黄振文、陸仲柏、戴覚、葉凌雲、章亮欽、孫松、郭恒義、袁永慶、沈瑞鶴、陳錦範、張菊堂、方品英、兪祖鵬、盛亮賢、沈忠俠、唐秉德、陸光儀、張談、朱順麟、丁竇光、石發康、趙盛哉、欽其賢、楊錦新、馮伯富
- 作画監督 - 万籟鳴、万古蟾

## 関連作品
- 『西遊記』（1960年）
- 『大暴れ孫悟空』（原題：大鬧天宮、1961年・1964年）
- 『手塚治虫物語 ぼくは孫悟空』（1989年）